# Monika Bader
Monika Bader (Trauchgau, 9 marzo 1959) è un'ex sciatrice alpina tedesca che gareggiò per la nazionale tedesca occidentale.

## Biografia
Discesista pura originaria di Trauchgau di Halblech, Monika Bader ottenne i suoi primi piazzamenti internazionali nel 1977, quando vinse la medaglia di bronzo agli Europei juniores di Kranjska Gora e ottenne il suo primo risultato di rilievo in Coppa del Mondo, il 7 dicembre, conquistando il suo unico podio di carriera: 3ª a Val-d'Isère alle spalle della svizzera Marie-Theres Nadig e dell'austriaca Annemarie Moser-Pröll.
L'anno seguente venne convocata per Mondiali di Garmisch-Partenkirchen 1978, dove giunse 10ª, e vinse la classifica di specialità in Coppa Europa; colse l'ultimo piazzamento in Coppa del Mondo il 20 gennaio 1980 a Bad Gastein concludendo 15ª, mentre l'ultimo piazzamento della sua carriera fu il 21º posto ottenuto ai XIII Giochi olimpici invernali di Lake Placid 1980, sua unica partecipazione olimpica.

## Palmarès

### Europei juniores
- 1 medaglia[1][2]:
  - 1 bronzo (discesa libera a Kranjska Gora 1977)

### Coppa del Mondo
- Miglior piazzamento in classifica generale: 23ª nel 1978
- 1 podio (in discesa libera):
  - 1 terzo posto

### Coppa Europa
- Vincitrice della classifica di discesa libera nel 1978[2]